# Corral-Rubio
Corral-Rubio – gmina w Hiszpanii, w prowincji Albacete, w Kastylii-La Mancha, o powierzchni 94,76 km². W 2011 roku gmina liczyła 403 mieszkańców.